# Tiszabábolna
Tiszabábolna es un pueblo ubicado en el distrito de Mezőkövesd, en el condado de Borsod-Abaúj-Zemplén, Hungría.

## Superficie
Posee una superficie de 32,69 kilómetros cuadrados.

## Demografía
Hasta 2019 la población era de 328 habitantes, con una densidad de población de 10,03 habitantes por kilómetro cuadrado.